# Мосберг, Сэмюэл
Сэмюэл Мосберг (англ. Samuel Mosberg, 14 июня 1896 — 30 августа 1967) — американский боксёр, олимпийский чемпион.
Сэмюэл Мосберг родился в 1896 году в Нью-Йорке. В 1912 году занялся боксом. В 1920 году не прошёл отбор на Олимпийские игры в Антверпене, но ему было позволено поехать в качестве запасного члена команды. В Антверпене его всё-таки допустили к состязаниям, и он завоевал золотую медаль, победив в одной из схваток одним из быстрейших нокаутов в истории бокса.
По возвращении с Олимпийских игр Сэмюэл Мосберг перешёл в профессионалы, и в течение трёх лет выступал на профессиональном ринге.